# Muíños (Arzúa)
Muíños (en gallego y oficialmente, Os Muíños da Mera) es un caserío español, actualmente despoblado, que forma parte de la parroquia de Calvos de Sobrecamino, del municipio de Arzúa, en la provincia de La Coruña.